# Mark Moore (Skilangläufer)
Mark Moore (* 28. September 1961 in Rinteln, BR Deutschland) ist ein ehemaliger britischer Skilangläufer.
Moore belegte bei den Olympischen Winterspielen 1984 in Sarajevo den 58. Platz über 15 km, den 50. Rang über 30 km und den 44. Platz über 50 km. Zudem errang er dort zusammen mit Andrew Rawlin, Michael Dixon und John Spotswood den 14. Platz in der Staffel. Im folgenden Jahr lief er bei den nordischen Skiweltmeisterschaften in Seefeld in Tirol auf den 71. Platz über 15 km, auf den 60. Rang über 30 km und auf den 13. Platz mit der Staffel.